# وریت
وریت (انگلیسی: VEREIT) شرکت املاک آمریکایی است، که در سال ۲۰۱۰ توسط نیکولاس سکورش تأسیس شد.